# Lola THL1
Lola THL1 – samochód Formuły 1, zaprojektowany przez Neila Oatleya i Johna Baldwina i skonstruowany przez Haas Lola. Model wziął udział w sześciu Grand Prix w sezonach 1985–1986.

## Historia
Carl Haas ze wsparciem Beatrice Foods i Forda założył własny zespół w Formule 1, Haas Lola, w którym zatrudnieni zostali Teddy Mayer, Tyler Alexander, Neil Oatley, John Baldwin czy Ross Brawn, a kierowcą został były mistrz świata Alan Jones. Lola udzieliła zgody na wykorzystanie nazwy ze względu na długotrwałe powiązania z Haasem w Ameryce Północnej, jakkolwiek nie miała nic wspólnego z projektem, rozwojem i konstrukcją samochodu.
Haas podpisał umowę na wyłączność z Fordem na dostawę silników V6 turbo, ale nie były one gotowe na koniec sezonu 1985, w związku z czym użyto silników Hart R4. Silnik był wyposażony w jedną turbosprężarkę i rozwijał moc ok. 750 KM, zaś skrzynia biegów pochodziła od Hewlanda. Samochód był bardzo konwencjonalnym projektem, opartym na monocoque'u z włókien węglowych i aluminium o strukturze plastra miodu. Samochód został zbudowany niedaleko Londynu przez firmę Formula One Race Car Engineering Ltd (FORCE) i oznaczony THL1 (Team Haas Lola). Pierwszy model był gotowy na testy latem 1985 roku, w wyścigach zadebiutował zaś podczas Grand Prix Włoch. Rok 1985 zespół zamierzał poświęcić na naukę i pojazd ze słabymi silnikami nie był konkurencyjny, a w swoim debiucie tracił do liderów po 10 sekund i odpadł po sześciu okrążeniach wskutek awarii silnika. Z powodu awarii Jones nie ukończył także dwóch innych wyścigów w sezonie.
Zimą podjęto prace nad modelem używającym silnika Forda i oznaczono go THL2, zapewniono ponadto drugi samochód Patrickowi Tambayowi, który przyszedł z Renault, znał Mayera i Alexandra z McLarena, a dla Carla Haasa zdobył pod koniec lat 70. dwa tytuły w serii Can-Am. Opóźnienia w budowie nowego silnika zmusiły zespół do wystawienia THL1 na początku sezonu 1986, a Tambay zdołał nim ukończyć Grand Prix Hiszpanii. W Grand Prix San Marino zadebiutował model THL2 (prowadził go Jones), a od Grand Prix Monako obaj kierowcy korzystali już z nowego modelu.
Zbudowano łącznie trzy egzemplarze THL1.

## Wyniki w Formule 1
| Legenda oznaczeń w tabelach wyników Wyświetl szablon na nowej stronie | Legenda oznaczeń w tabelach wyników Wyświetl szablon na nowej stronie                                                                     |
| Oznaczenie                                                            | Wyjaśnienie |
| --------------------------------------------------------------------- | --- |
| Złoty                                                                 | Zwycięzca lub mistrzostwo |
| Srebrny                                                               | 2. miejsce lub wicemistrzostwo |
| Brązowy                                                               | 3. miejsce lub II wicemistrzostwo |
| Zielony                                                               | Ukończył, punktował (w klasyfikacji generalnej, gdy zdobył co najmniej jeden punkt na przestrzeni sezonu, poza trzema powyższymi opcjami) |
| Niebieski                                                             | Ukończył, nie punktował (w klasyfikacji generalnej, gdy nie zdobył co najmniej jednego punktu na przestrzeni sezonu)                      |
| Czerwony                                                              | Nie zakwalifikował się (NZ) |
| Czerwony                                                              | Nie prekwalifikował się (NPK) |
| Różowy                                                                | Nie ukończył (NU) |
| Różowy                                                                | Niesklasyfikowany (NS) (w klasyfikacji generalnej, gdy nie został sklasyfikowany w żadnym wyścigu sezonu)                                 |
| Czarny                                                                | Zdyskwalifikowany (DK) |
| Czarny                                                                | Wykluczony (WYK/EX) |
| Biały                                                                 | Nie wystartował (NW) |
| Biały                                                                 | Kontuzjowany (K/INJ) |
| Biały                                                                 | Wyścig odwołany (OD/C) |
| Bez koloru                                                            | Został wycofany (WYC/WD) |
| Bez koloru                                                            | Nie przybył (NP/DNA) |
| Bez koloru                                                            | Nie brał udziału w treningach (NT/DNP) |
| Bez koloru                                                            | Nie został zgłoszony (–) |
| Pogrubienie                                                           | Start z pole position |
| Kursywa                                                               | Najszybsze okrążenie wyścigu |
| †                                                                     | Nie ukończył, ale jego rezultat został zaliczony ze względu na przejechanie więcej niż 90% dystansu wyścigu.                              |
| *                                                                     | Sezon w trakcie |
| 1/2/3                                                                 | Punktowana pozycja w sprincie kwalifikacyjnym                                                                                             |
| Lista systemów punktacji Formuły 1                                    | |

| Sezon | Zespół              | Silnik | Kierowcy       | Wyniki w poszczególnych eliminacjach | Wyniki w poszczególnych eliminacjach | Wyniki w poszczególnych eliminacjach | Wyniki w poszczególnych eliminacjach | Wyniki w poszczególnych eliminacjach | Wyniki w poszczególnych eliminacjach | Wyniki w poszczególnych eliminacjach | Wyniki w poszczególnych eliminacjach | Wyniki w poszczególnych eliminacjach | Wyniki w poszczególnych eliminacjach | Wyniki w poszczególnych eliminacjach | Wyniki w poszczególnych eliminacjach | Wyniki w poszczególnych eliminacjach | Wyniki w poszczególnych eliminacjach | Wyniki w poszczególnych eliminacjach | Wyniki w poszczególnych eliminacjach | Wyniki kierowców | Wyniki kierowców | Wyniki konstruktora | Wyniki konstruktora |
| Sezon | Zespół              | Silnik | Kierowcy       | BRA                                  | PRT                                  | SMR                                  | MCO                                  | CAN                                  | USE                                  | FRA                                  | GBR                                  | DEU                                  | AUT                                  | NLD                                  | ITA                                  | BEL                                  | EUR                                  | ZAF                                  | AUS                                  | Punkty           | Pozycja          | Punkty              | Pozycja             |
| ----- | ------------------- | ------ | -------------- | ------------------------------------ | ------------------------------------ | ------------------------------------ | ------------------------------------ | ------------------------------------ | ------------------------------------ | ------------------------------------ | ------------------------------------ | ------------------------------------ | ------------------------------------ | ------------------------------------ | ------------------------------------ | ------------------------------------ | ------------------------------------ | ------------------------------------ | ------------------------------------ | ---------------- | ---------------- | ------------------- | ------------------- |
| 1985  | Team Haas (USA) Ltd | Hart   | Alan Jones     | -                                    | -                                    | -                                    | -                                    | -                                    | -                                    | -                                    | -                                    | -                                    | -                                    | -                                    | NU                                   | -                                    | NU                                   | NW                                   | NU                                   | 0                | NS               | 0                   | NS                  |
|       |                     |        |                | BRA                                  | ESP                                  | SMR                                  | MCO                                  | BEL                                  | CAN                                  | USE                                  | FRA                                  | GBR                                  | DEU                                  | HUN                                  | AUT                                  | ITA                                  | PRT                                  | MEX                                  | AUS                                  | Punkty           | Pozycja          | Punkty              | Pozycja             |
| 1986  | Team Haas (USA) Ltd | Hart   | Alan Jones     | NU                                   | NU                                   | -                                    | -                                    | -                                    | -                                    | -                                    | -                                    | -                                    | -                                    | -                                    | -                                    | -                                    | -                                    | -                                    | -                                    | 0 (4)            | 12               | 0                   | 13                  |
| 1986  | Team Haas (USA) Ltd | Hart   | Patrick Tambay | NU                                   | 8                                    | NU                                   | -                                    | -                                    | -                                    | -                                    | -                                    | -                                    | -                                    | -                                    | -                                    | -                                    | -                                    | -                                    | -                                    | 0 (2)            | 15               | 0                   | 13                  |